# Juan Antonio Gómez-Angulo
Juan Antonio Gómez-Angulo Rodríguez (Almería; 1 de septiembre de 1953) es un político y abogado español. Fue presidente del Consejo Superior de Deportes entre 2000 y 2004.

## Biografía
Nació el 1 de septiembre de 1953 en Almería. Licenciado en Derecho por la Universidad Complutense de Madrid, fue amigo en sus años universitarios de José María Aznar, compañero de licenciatura.
Elegido en las primeras elecciones autonómicas en la Comunidad de Madrid dentro de las filas de la candidatura de la coalición AP-PDP-UL, fue diputado de la Asamblea de Madrid entre 1983 y 1987. De ahí pasó al Ayuntamiento de Madrid, del que llegó a ser concejal de cultura y primer teniente de alcalde. En 2000 accedió a la Secretaría de Estado de Deportes, con el primer gobierno de José María Aznar (Partido Popular). Ocupó también el cargo de presidente del Consejo Iberoamericano del Deporte, durante dos mandatos.
En 2004 pasa a la actividad privada hasta que en junio de 2012 el ministro de Educación, José Ignacio Wert lo designa presidente de la Comisión de Trabajo para el Fomento y la Protección de la Tauromaquia.
En febrero de 2013 regresa al Ayuntamiento de Madrid, esta vez de la mano de Ana Botella para sustituir a Antonio de Guindos, dimitido como consecuencia de la gestión del accidente en Madrid Arena en 2012. Sin embargo debió abandonar el cargo tres meses después, tras una sentencia del Tribunal Constitucional, que declaraba nulos los nombramientos de cargos municipales no electos. En ese momento, fue nombrado Coordinador General de la Alcaldía, un segundo nivel dentro de la organización municipal.
En 2015 fue incluido en las listas del Partido Popular para las elecciones de mayo a la Asamblea de Madrid y resultó elegido nuevamente diputado autonómico.

## Premios, reconocimientos y distinciones
- Gran Cruz de la Real Orden de Isabel la Católica (2004)
- Medalla de Oro de la Real Orden del Mérito Deportivo, otorgada por el Consejo Superior de Deportes (2006)